# Leucosia signata
Leucosia signata är en kräftdjursart som beskrevs av Paulson 1875. Leucosia signata ingår i släktet Leucosia och familjen Leucosiidae. Inga underarter finns listade i Catalogue of Life.